# William Dunbar (Politiker)
William Dunbar (* 1805 in Virginia; † 18. März 1861 im St. Bernard Parish, Louisiana) war ein US-amerikanischer Politiker. Zwischen 1853 und 1855 vertrat er den Bundesstaat Louisiana im US-Repräsentantenhaus.

## Werdegang
Sowohl das genaue Geburtsdatum als auch der Geburtsort von William Dunbar sind unbekannt. Sicher ist nur, dass er im Jahr 1805 im Staat Virginia geboren wurde, wo er auch seine Schulausbildung erhielt. Später zog er nach Alexandria. Nach einem Jurastudium und seiner Zulassung als Rechtsanwalt begann er Anfang der 1830er Jahre in seinem neuen Beruf zu arbeiten.
Im Jahr 1852 zog Dunbar nach Louisiana. Dort wurde er am 1. September 1852 beisitzender Richter am Obersten Gerichtshof dieses Staates. Dieses Amt bekleidete er bis 1853. Politisch war Dunbar Mitglied der Demokratischen Partei. Bei den Kongresswahlen des Jahres 1852 wurde er im ersten Wahlbezirk von Louisiana in das US-Repräsentantenhaus in Washington, D.C. gewählt, wo er am 4. März 1853 die Nachfolge von Louis St. Martin antrat. Im Kongress absolvierte Dunbar bis zum 3. März 1855 nur eine Legislaturperiode, die von den Ereignissen und Diskussionen im Vorfeld des Bürgerkrieges bestimmt war.
Nach seinem Ausscheiden aus dem US-Repräsentantenhaus zog sich Dunbar auf seine inzwischen erworbene Zuckerplantage im St. Bernard Parish zurück. Dort ist er am 18. März 1861 auch verstorben.